# NASA Astronaut Group 16
El NASA Astronaut Group 16 va ser un grup de 44 astronautes anunciat per la NASA l'1 de maig de 1996. La classe va rebre el sobrenom humorístic de "Les sardines" per ser una classe tan gran, motiu pel qual les seves sessions d'entrenament estaven tan atapeïdes com les sardines en una llauna. Aquests 44 candidats van compondre la classe d'astronautes més gran fins ara. La NASA va seleccionar un nombre tan gran de candidats en preparació per a la necessitat prevista de nous membres de la tripulació de l'ISS, juntament amb les necessitats de llançadora habituals. Nou dels 44 astronautes seleccionats eren d'altres països, inclosos 5 d'Europa i 2 de Canadà i Japó.
Tres membres d'aquest grup, William C. McCool, David M. Brown i Laurel B. Clark, van morir en el desastre del transbordador espacial Columbia, i van rebre la Congressional Space Medal of Honor.